# Чистяков, Анатолий Николаевич
Анатолий Николаевич Чистяков (род. 14 мая 1962, Трёхгорный, Челябинская область, РСФСР, СССР) — советский хоккеист и тренер.

## Биография
Воспитанник челябинского хоккея. Дебютировал в хоккее за челябинский «Металлург» в третьей лиге СССР. В сезоне 1982/83 впервые сыграл в команде мастеров «Трактор» в высшей лиге. Всего за команду отыграл 9 сезонов, в высшей лиге провёл 293 игры, забросил 77 шайб и отдал 141 голевую передачу.
В 1992 году сыграл несколько матчей в швейцарской лиге за «Цюрих». С 1992 по 2000 год выступал в Дании за клубы «Эсбьерг» и «Рёдовре». Чемпион Дании 1993 и 1996, серебряный призёр 1994 и 1995, обладатель кубка Дании 1993 и 1996 года в составе первой команды. В составе «Рёдовре» — чемпион страны 1999 года. Закончил карьеру в 2000 году, после чего вошёл в тренерский штаб «Рёдовре» и проработал там год.
В сезоне 2007/08 впервые попробовал себя в роли главного тренера, возглавив «Эсбьерг». В сезоне 2009/10 — помощник главного тренера «Автомобилиста». В сезоне 2013/14 возглавил клуб ВХЛ «Южный Урал» из Орска, в ноябре 2013 года подал в отставку. В следующем сезоне возглавлял «Астану», выступающую в чемпионате Казахстана. В 2015 году вошёл в тренерский штаб команды КХЛ «Югра». С 2021 года — главный тренер, ассистент клуба белорусской высшей лиги «Юниор».
Сын Андрей (род. 1987) также хоккеист.